# Faith (álbum de Eyes of Eden)
Faith es el álbum debut de la banda alemana Eyes of Eden. Salió a la venta el 20 de agosto del 2007 en Europa y el 6 de noviembre del mismo año en Norteamérica.

## Lista de canciones
1. "Winter Night" – 3:37
2. "When Gods Fall" – 3:37
3. "Star" – 3:47
4. "Pictures" – 4:10
5. "Dancing Fire" – 3:15
6. "Sleeping Minds" – 4:00
7. "Daylight" – 4:03
8. "Man in the Flame" – 4:22
9. "From Heaven Sent" – 4:17
10. "Not Human Kind" – 10:02